# طريقة باكورد يولر
طريقة باكورد يولر هي إحدى أساليب رونج-كوتا في التحليل العددي ولحل المعادلات التفاضلية العادية.

## تعريف طريقة باكورد يولر
النظر في المعادلة التفاضلية العادية 
{\displaystyle {\frac {\mathrm {d} y}{\mathrm {d} t}}=f(t,y)}
هذه المعادلة توضح لنا طريقة يولر:
{\displaystyle y_{k+1}=y_{k}+hf(t_{k+1},y_{k+1})}
{\displaystyle f(t_{k},y_{k})} تحل مكان {\displaystyle f(t_{k+1},y_{k+1})}
قامت طريقة باكورد يولر بالتالي:
{\displaystyle y_{k+1}^{[0]}=y_{k},\quad y_{k+1}^{[i+1]}=y_{k}+hf(t_{k+1},y_{k+1}^{[i]})}

## الإستنتاج
تم دمج المعادلة التفاضلية بالشكل التالي:
{\displaystyle {\frac {\mathrm {d} y}{\mathrm {d} t}}=f(t,y)} from {\displaystyle t_{n}} to {\displaystyle t_{n+1}=t_{n}+h}
{\displaystyle y(t_{n+1})-y(t_{n})=\int _{t_{n}}^{t_{n+1}}f(t,y(t))\,\mathrm {d} t}
{\displaystyle y(t_{n+1})-y(t_{n})\approx hf(t_{n+1},y(t_{n+1}))}

## التحليل

اللون الوردي خارج القرص يظهر منطقة الاستقرار من طريقة باكورد يولر.

يتضح لنا بأن طريقة باكورد يولر لها أمر واحد. وهذا يعني أن هناك خطأ اقتطاع. (يعرف بالخطأ الذي تم إجراؤه في خطوة واحدة).

## الإضافات والتعديلات
يتضح لنا بان طريقة باكورد يولر هي البديل لطريقة يولر والمتغيرات الأخرى هي طريقة يولر الشبه ضمنية وطريقة يولر الأسية.
يمكن أن ينظر إلى طريقة باكورد يولر باعتبارها إحدى أساليب رونج-كوتا مع مرحلة واحدة بالشكل التالي
{\displaystyle {\begin{array}{c|c}1&1\\\hline &1\\\end{array}}}

## انظر ايضاً
- طريقة كاش-كارب